# 陈国卫
陈国卫，现任国务院国有资产监督管理委员会企业监事会监事，曾长期任职于原国家经贸委运行局并分管盐业。
2004年8月，陈国卫曾上书国务院，指出中国盐业体制存在弊端，国家需要对盐业体制进行改革，相关领导人对此进行了批示，引起了业界的关注。
2009年9月，陈国卫在于北京召开的盐业体制改革专题座谈会上公开批评各级盐业公司和中国现行食盐专营制度，有专业媒体使用“炮轰”一词，可见争论之激烈。陈国卫对中国盐业的报告引发了一场对于食盐专营和盐业体制改革的全面讨论。